# 8635 Yuriosipov
8635 Yuriosipov è un asteroide della fascia principale. Scoperto nel 1985, presenta un'orbita caratterizzata da un semiasse maggiore pari a 2,4373818 UA e da un'eccentricità di 0,1713525, inclinata di 3,89497° rispetto all'eclittica.